# Hypocharmosyna
Hypocharmosyna är ett fågelsläkte i familjen östpapegojor inom ordningen papegojfåglar. Släktet omfattar endast två arter:
- Rödfläckig lorikit (H. rubronotata)
- Rödsidig lorikit (H. placentis)

Arterna placeras traditionellt i släktet Charmosyna. Genetiska studier visar dock att arterna i släktet inte står varandra närmast.